# Clearwater (Columbia Británica)
Clearwater es un municipio distrital canadiense situado en la provincia de Columbia Británica.

## Superficie
Clearwater tiene una superficie de 55,65 km².

## Demografía
En 2021, tenía 2388 habitantes, una densidad poblacional de 42,9 hab./km², y 1145 viviendas.